# I Found a Reason
„I Found a Reason“ je skladba skupiny The Velvet Underground, původně vydaná na jejich albu Loaded z roku 1970. Píseň napsal Lou Reed. Byla předlohou pro napsání písně „Risingson“ od Massive Attack z jejich alba Mezzanine z roku 1998. Píseň předělala například americká zpěvačka Cat Power, vydala ji na albu The Covers Record z roku 2000. Skladba se objevila ve filmech V jako Vendeta (v anglickém originále V for Vendetta, 2006), Uchovat si tvář (Saving Face, 2004) a Dandelion (2004).
Lou Reed píseň složil počátkem šedesátých let pro svou tehdejší přítelkyni Shelley Albin.